# Klaus-Peter Siegloch

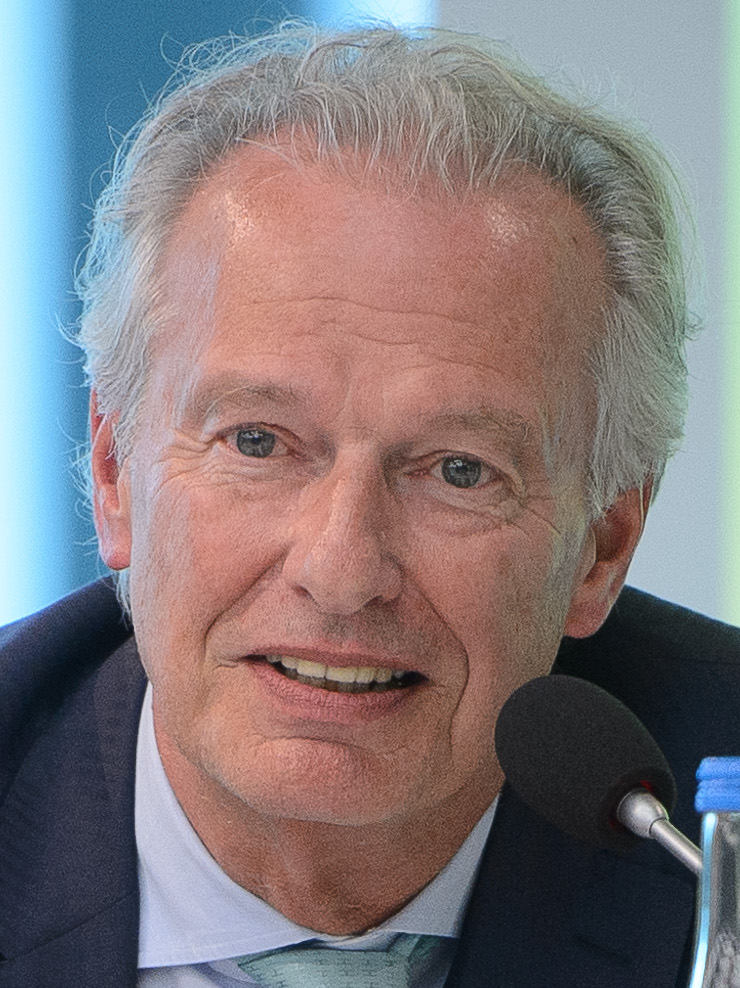
Klaus-Peter Siegloch, 2015

Klaus-Peter Siegloch (* 15. Mai 1946 in Hamburg) ist ein ehemaliger deutscher Politiker (CDU), Journalist und Lobbyist.
Siegloch war von 1973 bis 2011 Fernsehjournalist in leitenden Funktionen beim NDR und ZDF. Von 2005 bis 2012 war er Mitglied des Kuratoriums der Bertelsmann Stiftung. Zwischen Juni 2011 und Juni 2016 war er hauptamtlicher Präsident des Bundesverbandes der Deutschen Luftverkehrswirtschaft (BDL).

## Leben
Siegloch studierte an der Universität Hamburg Politikwissenschaft, Soziologie und Volkswirtschaftslehre. Er schloss das Studium 1973 als Diplom-Politologe ab. 1970 wurde er, damals in Ottensen ansässig, als Kandidat der CDU für eine Wahlperiode (bis 1974) in die Bezirksversammlung Altona gewählt.
Seine berufliche Karriere begann 1973 als Redakteur des Norddeutschen Rundfunks. Er arbeitete zunächst bei der Tagesschau und im Regionalfernsehen. Zum ZDF wechselte Siegloch 1988 auf Empfehlung von Hanns Joachim Friedrichs. Dort war er als Leiter der Hauptredaktion Innenpolitik für Sendungen wie Länderspiegel, Politbarometer und, gemeinsam mit dem damaligen ZDF-Chefredakteur Klaus Bresser, für die Sendereihe Was nun, …? zuständig. Siegloch wurde 1991 Leiter des ZDF-Studios Bonn. 1992 übernahm er die Aufgabe des stellvertretenden Chefredakteurs. 
1995 wurde Siegloch Studioleiter in Washington. 1999 kehrte er nach Deutschland zurück und übernahm die Moderation der heute-Sendung – im Wechsel mit Petra Gerster. Ab 2003 war er stellvertretender Chefredakteur des ZDF und Leiter der Hauptredaktion Aktuelles. Von 2003 bis Mai 2007 war Siegloch Moderator des heute-journals, bei dem er sich mit Marietta Slomka und Claus Kleber abwechselte. Im Juni 2007 wurde er von Steffen Seibert abgelöst.
Am 1. Juni 2007 wechselte Siegloch wieder nach Washington und übernahm dort im November 2007 die Leitung des ZDF-Studios. Ab dem 1. Dezember 2008 war Siegloch Leiter des ZDF-Büros in New York – zuständig unter anderem für die Berichterstattung von der Wall Street und der UNO sowie für Kanada. Im April 2011 schied er aus Altersgründen beim ZDF aus.
Am 2. März 2011 wurde Siegloch zum Präsidenten des Bundesverbandes der Deutschen Luftverkehrswirtschaft (BDL) gewählt. Er übernahm das Amt zum 1. Juni 2011, fünf Jahre später übergab er es an Stefan Schulte (bis dahin Vorstandsvorsitzender von Fraport).

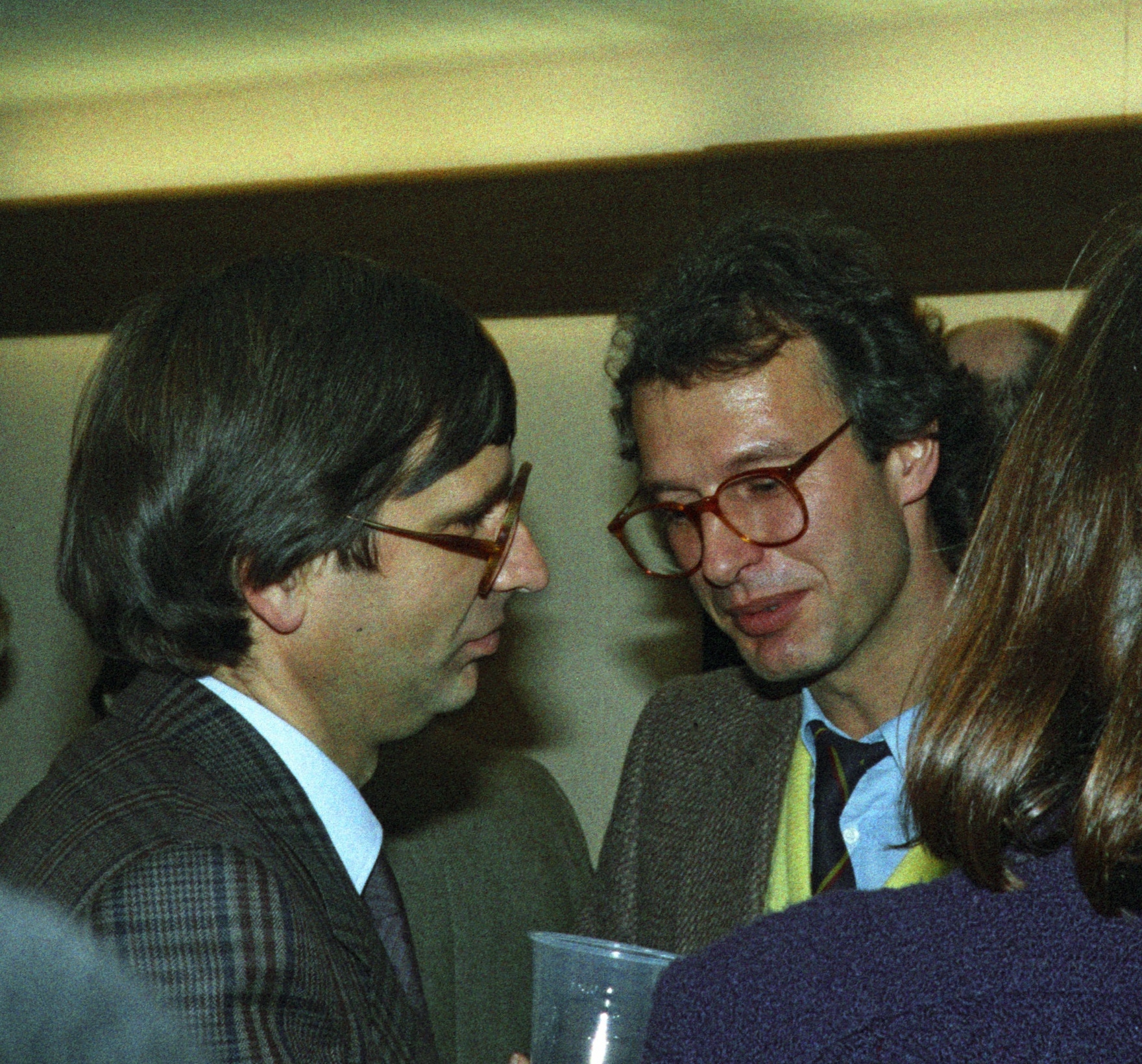
Klaus Peter Siegloch (rechts) mit NDR-Journalist Joachim Wagner

Siegloch ist verheiratet, hat zwei Kinder und lebt in Hamburg-Harvestehude.

## Auszeichnungen
- 1989 Herbert Quandt Medien-Preis
- 1998 TV-Preis des RIAS-Berlin-Kommission